# Antioch VII Sidetes
Antioch VII Sidetes (ur. ok. 159 p.n.e., zm. 129 p.n.e.) – władca królestwa Seleukidów, trzeci syn Demetriusza I Sotera, młodszy brat Demetriusza II Nikatora.
Wychował się w miejscowości Side w Pamfilii, skąd wziął się jego przydomek.
Na wieść o partyjskiej niewoli swojego brata Demetriusza II Nikatora, wysunął własne żądanie tronu, opuścił w 138 p.n.e. Azję Mniejszą i na czele wojska pokonał uzurpatora Diodotusa Tryphona. W 134 p.n.e. czasowo zlikwidował niezależność państwa żydowskiego, a umocnienia Jerozolimy zburzył.
W 130 p.n.e. poprowadził długo przygotowywaną wyprawę na wschód przeciwko Partom. Kampania w początkowej swej fazie okazała się sukcesem i przyniosła zajęcie Babilonii oraz Medii. W czasie rozmów pokojowych zażądał od króla Partów Fraatesa II ustępstw terytorialnych (wszystkich zdobyczy Partów z poprzednich lat poza Hyrkanią i Partią właściwą) i wydania swojego brata- Demetriusza II Nikatora.
Sądząc, iż losy wojny są przesądzone, rozpuścił wojska na leża zimowe, aby uniknąć problemów z aprowizacją. W tym samym czasie wybuchło powstanie ludności w Medii, gdzie stacjonowała armia Antiocha VII. Powstańcy wspierani przez Fraatesa II zaatakowali rozproszone oddziały Seleukidy. Antioch VII Sidetes poniósł śmierć albo od broni w bitwie, albo popełniając samobójstwo. W 128 p.n.e. Fraates II odesłał jego ciało do Antiochii. Miał kilkoro dzieci (ich liczba jest trudna do ustalenia), spośród których najmłodszy syn był w historii znany jako Antioch IX.